# 30. januar
30. januar er dag 30 i året, i den gregorianske kalender. Der er 335 dage tilbage af året (336 i skudår).
- Adelgundes dag, opkaldt efter en fransk prinsesse, der blev eneboer og senere grundlagde et kloster, hvor hun døde omkring år 680.

### Begivenheder
Født - Dødsfald
- 1658 - Under den hårde vinter marcherer Carl Gustav over isen fra Jylland, hvor han om natten mødes med den danske hær i Slaget ved Tybrind Vig. Adgangen til en invasion af Fyn og senere over øerne til Lolland og Sjælland er nu sikret for svenskerne.
- 1847 - Byen Yerba Buena i Californien omdøbes til San Francisco.
- 1850 - Rigsdagen åbner for første gang.
- 1933 - Kanslergade-forliget mellem Venstre og regeringspartierne Socialdemokratiet og Radikale Venstre afsluttes i statsminister Thorvald Staunings hjem i Kanslergade i København efter 18 timers møde.
- 1933   - Adolf Hitler sværges ind som rigskansler i Tyskland.
- 1945 - Cirka 7.700 personer omkommer, da det tyske skib Wilhelm Gustloff bliver torpederet af en sovjetisk ubåd. Det er historiens (2003) mest dødbringende skibsforlis.
- 1948 - Indiens leder Mahatma Gandhi dræbes ved et attentat af en hinduistisk ekstremist.
- 1959 - Den Kongelige Grønlandske Handels nye flagskib M/S Hans Hedtoft støder mod et isbjerg ved Kap Farvel og synker. Alle 95 om bord omkommer. Skibet var på vej hjem fra sin jomfrurejse til Grønland. Det eneste spor af skibet er en redningskrans, der skyller op på Islands kyst.
- 1968 - Viet Cong og den nordvietnamesiske hær indleder Tet-offensiven, som bliver et vendepunkt i Vietnamkrigen.
- 1969 - The Beatles giver sin sidste offentlige optræden i form af en spontan koncert fra toppen af Apple Records-bygningen i London. Koncerten afbrydes dog af politiet.
- 1970 - Danmarks Radio indgår en samarbejdsaftale med Østtysklands Statsradiofoni. Det er første gang, en statslig institution i et NATO-land anerkender et østtysk statsorgan.
- 1971 - I en tv-udsendelse sammenligner den da ukendte advokat Mogens Glistrup skattesnydere med frihedskæmpere. "40 sekunder, som ændrede Danmarks historie", skal man senere sige om udtalelsen. Det bliver starten på Fremskridtspartiet. 14 dage senere fortæller Glistrup i en radioudsendelse, at hans trækprocent er på 0.
- 1972 - Bloody Sunday: Britiske faldskærmstropper dræber 14 romersk-katolske borgerrettigheds/anti-internerings-demonstranter i Londonderry, Nordirland.
- 1974 - ØK afholder den første pressekonference nogensinde i firmaets historie.
- 1975 - Det første færøske frimærke udstedes.
- 1989 - Den første kvindelige pilotelev optages i Flyvevåbnet. Eleven er den 18-årige Charlotte Ranslet.
- 1997 - Danske blødere, der er blevet smittet med leverbetændelse, kræver en milliongodtgørelse fra den danske stat.
- 2002 - I sin tale til nationen karakteriserer præsident George W. Bush de såkaldte slyngelstater Nordkorea, Irak og Iran som "en onskabens akse".
- 2020 - Verdenssundhedsorganisationen WHO erklærer et udbrud af epedimi med næsten 8.000 tilfælde af en ny coronavirus en trussel mod folkesundheden af international betydning.

### Født
- 1697 - Johann Joachim Quantz, tyske fløjtenist og komponist (død 1773).
- 1878 - Anton Hansen Tammsaare, estisk forfatter (død 1940)
- 1813 - William Charles Cotton, engelsk præst, missionær og biavler (død 1879)
- 1882 - Franklin Delano Roosevelt, amerikansk præsident (død 1945).
- 1900 - Ingrid Langballe, dansk skuespiller (død 1975).
- 1906 - Per Gundmann, dansk skuespiller (død 1967).
- 1910 - Victor Gram, dansk politiker (død 1969).
- 1911 - Roy Eldridge, amerikansk trompetist (død 1989).
- 1915 - John Profumo, engelsk krigsminister (død 2006).
- 1920 - Delbert Mann, amerikansk filminstruktør (død 2007).
- 1924 - Lloyd Alexander, amerikansk forfatter (død 2007).
- 1927 - Olof Palme, svensk statsminister (død 1986).
- 1930 - Gene Hackman, amerikansk skuespiller (død 2025).
- 1935 - Preben Wilhjelm, dansk politiker, atomfysiker og jurist.
- 1937 - Vanessa Redgrave, engelsk skuespillerinde.
- 1937   - Boris Spasskij, russisk skakspiller (død 2025).
- 1938 - Islam Karimov, usbekistans præsident (død 2016).
- 1941 - Dick Cheney, amerikansk politiker og tidligere vicepræsident.
- 1945 - Rasmus Trads, dansk erhvervsleder.
- 1946 - Jørn Lund, dansk sprogpsykolog, forfatter og direktør.
- 1950 - Victoria Principal, amerikansk skuespillerinde.
- 1951 - Phil Collins, engelsk sanger og trommeslager.
- 1956 - Mathilde, dansk musiker.
- 1962 - Abdullah 2., jordansk konge.
- 1963 - Kenneth Krabat, dansk forfatter.
- 1974 - Christian Bale, walisisk skuespiller.
- 1980 - Álvaro Santos, brasiliansk fodboldspiller.

### Dødsfald
- 1649 - Karl 1., engelsk konge (født 1600) - henrettet.
- 1702 - Charles Eugène de Croÿ, nederlandsk officer (født 1651)
- 1858 - Coenraad Jacob Temminck, nederlandsk zoolog (født 1778)
- 1889 - Rudolf, østrigsk kronprins (født 1858).
- 1928 - Johannes Fibiger, dansk læge og modtager af Nobelprisen i medicin (født 1867).
- 1948 - Mahatma Gandhi, indisk leder og borgerrettighedsforkæmper (født 1869) - myrdet.
- 1948   - Orville Wright, amerikansk flypioner (født 1871).
- 1963 - Francis Poulenc, fransk komponist (født 1899).
- 1981 - Tarok, dansk championtravhest (født 1972).
- 1984 - Luke Kelly, irsk musiker og sanger fra The Dubliners (født 1940)
- 1986 - Jørgen Christian Hempel, dansk fabrikant og godsejer (født ca. 1895).
- 1910 - Granville T. Woods, afrikansk-amerikansk opfinder (født ca. 1856).
- 2006 - Coretta Scott King, amerikansk enke efter Martin Luther King (født 1927).
- 2011 - John Barry, engelsk filmkomponist (født 1933).

|  | Denne datoartikel kan blive bedre, hvis der indsættes et (bedre) billede Du kan hjælpe ved at afsøge Wikimedia Commons for et passende billede eller uploade et godt billede til Wikimedia Commons iht. de tilladte licenser og indsætte det i artiklen. |